# Полежач-Гора
Полежач-Гора (бел. Паляжач-Гара) — деревня в Лясковичском сельсовете Петриковского района Гомельской области Беларуси.
На юге, востоке и севере граничит с лесом.

## География

### Расположение
В 25 км на северо-запад от Петрикова, 12 км от железнодорожной станции Копцевичи (на линии Лунинец — Калинковичи), 217 км от Гомеля.

## Транспортная сеть
Транспортные связи по просёлочной, затем автомобильной дороге Житковичи — Петриков. Планировка состоит из дугообразной улицы, ориентированной с юго-запада на северо-восток, к которой с севера присоединяется прямолинейная улица. Застройка двусторонняя, неплотная, деревянная, усадебного типа.

## История
По письменным источникам известна с XIX века как деревня в Мозырском уезде Минской губернии. В 1917 году в Лясковичской волости. В 1931 году организован колхоз. Во время Великой Отечественной войны 19 жителей погибли на фронте. Согласно переписи 1959 года в составе совхоза «Бринёв» (центр — деревня Бринёв).

## Население

### Численность
- 2004 год — 18 хозяйств, 26 жителей.

### Динамика
- 1897 год — 16 дворов, 106 жителей (согласно переписи).
- 1917 год — 151 житель.
- 1925 год — 27 дворов.
- 1959 год — 161 житель (согласно переписи).
- 2004 год — 18 хозяйств, 26 жителей.